# Нагорно-карабахска автономна област
Нагорно-карабахската автономна област е автономна област на Съветския съюз, създадена през 1923 г. в рамките на Азербейджанската ССР.
След започването на Нагорно-карабахския конфликт през 1987 между Арменската ССР и Азербейджанската ССР, той прераства в истинска война в края на 1991 г. На 26 ноември 1991 Парламентът на Азербейджанската ССР отхвърля автономния статут на НКАО и административно разделя региона между съседните райони Коджавен, Тартар, Горанбой, Шуша и Калбаджар.